# Districte de Kadapa
El districte de Kadapa (abans districte de Cuddapah) (telugu కడప జిల్లా) és una divisió administrativa d'Andhra Pradesh, Índia, amb capital a la ciutat de Kadapa o Cuddapah. La superfície del districte és de 15.379 km² i la població de 2.601.797 habitants (2001). El seu nom derivaria de la paraula telegu gadapa que vol dir llindar.

## Geografia
Forma part de la regió geogràfica anomenada Rayalaseema. Els seus rius principals són el Penner o Penna, Chitravathi, Kunderu, Papaghni, Sagileru i Cheyeru.

## Administració
Està format per tres divisions : Kadapa, Jammalamadugu i Rajampeta, i 51 Mandals que són:
- Atlur
- Badvel
- B. Kodur
- Brahmamgarimattam
- Chakrayapet
- Chapadu
- Chennur
- Chinnamandem
- Chitvel
- Duvvuru
- Galiveedu
- Gopavaram
- Jammalmadugu
- Kadapa
- Kalasapadu
- Kamalapuram
- Kondapuram
- Lakkireddipalle
- Lingala
- Muddanur
- Mydukur
- Nandalur
- Obulavaripalle
- Peddamudium
- Pendlimarri
- Porumamilla
- Proddatur
- Pulivendula
- Pullampeta
- Rajampeta
- Railway Koduru
- Rajupalem
- Ramapuram
- Rayachoti
- Sambepalle
- Simhadripuram
- Sidhout
- Sri Avudata Kasinayana
- T. Sundupalle
- Vallur
- Vempalle
- Veerapunayunipalle
- Veeraballe
- Vemula
- Yerraguntla

## Història
El territori va estar connectat als mauryes (aC) i als sathavahanes (segle iii). Al segle ix va passar a mans dels coles que governaven a Tanjore, i van conservar el territori fins al segle xiii; al segle xiv va passar als reis de Vijayanagar i després del 1565 a mans dels sultans de Golconda. La talukes de les terres altes van quedar en mans de petits caps militars que anteriorment tenien les fortaleses com a governadors i que de fet van romandre al poder com a petits sobirans feudals. La ciutat de Cuddapah va quedar en mans d'un governador (nawab) afganès al qual fou concedida (vegeu Gurramkonda).
El territori del districte fou devastat per Shivaji el 1678. El 1688 va fer el mateix l'emperador Aurangzeb. Durant les guerres del Carnàtic al segle següent, el 1750 el nawab de Cuddapah va trair a Nasir Jang, el nizam del Dècan i es va unir al seu rival Muzaffar Jang, protegit dels francesos, però el 1751, malcontent amb la marxa de la guerra, va encapçalar una conspiració contra Muzaffar Jang en la qual aquest va morir al pas de Lakkireddipalli, a la taluka Rayachoti. Salabat Jang, el nou nizam, va reduir el districte el 1752 i en va concedir el govern a Adoni, com a guardià d'un fill menor del seu predecessor Muzaffar Jang. El 1757 el districte fou devastat pels marathes i es va lliurar una batalla decisiva prop de la ciutat de Cuddapah en la que el nawab va morir i la ciutat va quedar oberta als saquejadors marathes; però encara que van dominar la ciutat no van poder reduir la resta del districte i finalment van signar un tractat amb el nou nawab que els garantia la meitat del país incloent la important fortalesa de Gurramkonda, on van establir una guarnició.
El 1762 aquesta fortalesa fou ocupada per Haidar Ali de Mysore i el 1765, en virtut d'un tractat secret amb el nizam d'Hyderabad, va adquirir drets a la resta del districte; se li va enfrontar el peshwa maratha Madhava Rao que va reconquerir Gurramkonda, però a la mort de Madhava el 1772, Haidar Ali va reconquerir el fort i hi va instal·lar novament una guarnició. El 1780 va atacar al nawab de Cuddapah al que va derrotar i va fer presoner, i se'l va emportar a Seringapatam on el va fer matar amb tota la seva família excepte una germana de 18 anys i molt maca a la que va portar a la seva zanana (residència de les princeses del sultà).
Mort Haidar Ali el 1782 el districte fou governat per Kamar al-Din, un dels generals del seu fill i successor Tipu Sultan i va restar tranquil fins al 1790. En aquest any Gurramkonda fou assetjada pel nizam. El general va resistir fins al 1792 quan el tractat va cedir la zona al nizam (la major part del districte). Els poligars de la zona es va repartir les fortaleses ràpidament. El 1799 a la mort de Tipu Sultan a Seringapatam, la resta del districte també va passar al nizam efímerament, ja que el 1800 aquest ho va cedir als britànics (vegeu Províncies Cedides i Conquerides) a canvi del pagament del contingent de protecció a l'Estat de Hyderabad.
El 1801 els poligars (prínceps locals menors) foren sotmesos pels britànics, i alguns foren annexionats i els seus sobirans pensionats. El 1808 les Províncies Cedides i Conquerides es van dividir en dos districtes: el districte de Cuddapah i el districte de Bellary.
Una revolta dels afganesos el 1832, per una mala interpretació d'un fet que erròniament fou considerat una violació d'un lloc de culte per un afganès, va comportar l'assassinat del subcol·lector Mac Donald. El 1846 Narasimha Reddi, descendent d'un poligar desposseït de Nossum a la frontera de Kurnool, que reclamava un increment de la pensió, va intentar una revolta general i va reunir milers d'homes però fou finalment capturat per un destacament britànic i penjat.

## Nawabs de Gurramkonda o Kurpa (Cuddapah)
Vegeu Gurramkonda

## Districte britànic
El districte es va formar el 1808. Estava format per 1.247 pobles. La població era la següent:
- 1871: 1.351.194
- 1881: 1.121.038 (baixada a causa de la gran fam de 1876-1878)
- 1891: 1.272.072
- 1901: 1.291.267

La capital era Cuddapah (des de 1817) i estava dividit en 4 divisions i 11 talukes: 
- Cuddapah
  - Cuddapah
- Jammalamadugu
  - Jammalamadugu
  - Proddatur
  - Pulivendla
- Madanapalle 
  - Madanapalle
  - Ryachoti
  - Vayalpad
  - Kadiri
- Sidhout
  - Sidhout
  - Badvel
  - Pullampet (capital Razampeta)

El 1881 eren les mateixes talukes. La taluka de Cuddapah tenia una superfície de 1978 km² i una població el 1901 de 155.541 habitants (154.899 el 1891) i la capital era Cuddapah (16.432 habitants el 1901) per la que passava el riu Buggeru. Inicialment (abans de 1901) eren dues divisions: Cuddappah i Madanapalle que després foren quatre.